# 马勒斯多夫-普法芬贝格
马勒斯多夫-普法芬贝格是德国巴伐利亚州的一个市镇。总面积72.59平方公里，总人口6409人，其中男性2887人，女性3522人（2011年12月31日），人口密度88人/平方公里。

## 友好城市
- 義大利帕代尔诺-德尔格拉帕
- 波蘭耶德利切